# 硬叶云南冬青
硬叶云南冬青（学名：Ilex yunnanensis var. paucidentata）为冬青科冬青属下的一个变种。

## 扩展阅读
- 維基物種上的相關：硬叶云南冬青